# Brevet Sportif National
Das Brevet sportif national (französisch, dt. ‚Nationales Sportdiplom‘) ist ein 1980 ins Leben gerufenes luxemburgisches Sportabzeichen.

## Geschichte
Das Brevet Sportif National wurde 1980 von Großherzog Jean in vier Kategorien gestiftet:
- le brevet sportif (= Sportdiplom)
- le brevet sportif pour handicapés physiques (= Sportdiplom für körperlich Beeinträchtigte)
- le brevet sportif scolaire (= Schulsportdiplom)
- le brevet sportif scolaire pour handicapés physiques (= Schulsportdiplom für körperlich Beeinträchtigte)

Großherzog Henri hob die Regelungen von 1980 und 1987 im Jahr 2002 auf. Das Brevet Sportif National wird seitdem ab dem 10. Lebensjahr in Bronze, Silber und Gold vergeben.
Für Frauen und Männer gelten unterschiedliche Leistungsanforderungen, die wiederum in Altersklassen unterteilt sind.

## Disziplinen
Die aktuellen Anforderungen unterteilen sich in vier Gruppen. Bei Erwachsenen sind dies:
| Gruppe | Disziplinen                                   |
| ------ | --------------------------------------------- |
| 1      | Laufen                                        |
| 2      | Hochsprung, Weitsprung, Kugelstoßen, Ballwurf |
| 3      | Schwimmen                                     |
| 4      | Radfahren                                     |
|        |                                               |